# Markhackare
Markhackare (Pseudopodoces humilis) är en bergslevande tätting som numera placeras i familjen mesar, men som länge ansågs vara en kråkfågel.

## Utseende och läte
Markhackaren är en stor (19-20 cm), upprätt marklevande mes med lös fjäderdräkt samt lång och nedåtböjd, svart näbb. Den påminner om ökenskrikorna (Podoces), som den inte alls är närbesläktad med, men är mycket mindre. Ovansidan är sandbrun, undersidan beige. På stjärten syns vita yttre stjärtpennor. Lätet beskrivs i engelsk litteratur som en sorgesam vissling: "cheep-cheep-cheep-cheep". Den har även ett tvåstavigt finkliknande läte.

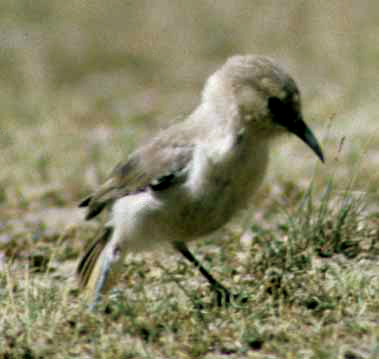

## Utbredning och systematik
Markhackaren förekommer i sydvästra och centrala Kina (sydvästra Xinjiang samt södra och östra tibetanska högplatån österut till Ningxia och Gansu samt vidare söderut till södra och sydöstra Xizang, nordöstra Yunnan och västra Sichuan. Den hittas även i sydöstra Ladakh, norra Nepal och Sikkim. Den placeras som enda art i släktet Pseudopodoces och behandlas som monotypisk, det vill säga att den inte delas in i några underarter.

### Familjetillhörighet
Markhackaren betraktades traditionellt som en släkting till ökenskrikorna i Podoces grundat på läten och levnadssätt. På grund av dess avlägsna utbredningsområde och anspråkslösa utseende och uppträdande var den relativt lite studerad och troddes inte vara något annat än en avvikande ökenskrika i över hundra år efter att Hume beskrev arten. Studier från 1978 och 1989 av dess anatomi visade dock att den inte var en kråkfågel utan snarare tillhörande Passerida, även om familjetillhörigheten var oklar. Från 2003 och framåt har osteologiska och genetiska studier tydligt visat att den är släkt med mesarna, faktiskt mycket närmare släkt med talgoxen än vad den senare är till titor, svartmesar och tofsmesar.

## Levnadssätt
Markhackaren bebor öppen alpin stäpp och ibland arida områden med spridda buskar, endast sällsynt under 3000 meters höjd. Den har en svag och låg flykt, och om den störs föredrar den att springa eller hoppa undan än att ta till vingarna. På marken rör den sig genom oförutsägbara hopp som kan vara upp tre gånger kroppslängden utan att använda vingarna. Åskådare har jämfört dess rörelser som en liten gråbrun studsboll.
Fågeln födosöker på marken efter olika sorters leddjur, ofta i jakspillning. Den kikar också in i klippskrevor och hålutrymmen efter något att äta. Om den jagas av en rovfågel eller ett annat rovdjur hoppar den ner i närmaste hål som en gnagare tills faran är över. Den hittas ofta nära pipharekolonier. Även om markhackarna och piphararna möjligen har nytta av varandra är dess samvaro snarare ett resultat av att de vistas i liknande miljöer snarare än att de är beroende av varandra.

### Häckning
Markhackaren gräver ovanligt nog för att vara en tätting en bohåla, horisontellt och upp till 1,8 meter djupt in i en jordvall. Längst in placerar den sitt bo, vanligen bestående av en bit ull placerad ovanpå lite gräs. Den lägger fyra till sex kritvita ägg. Ungarna stannar med de adulta fåglarna ett tag efter kläckning; halvvuxna ungar matas fortfarande av föräldrarna så sent som in i augusti.
Kooperativ häckning förekommer, med monogama par som får hjälp av minst ytterligare en hane, en årsunge kvar i reviret. Detta beteende tros ha uppkommit på grund av en brist av hanar i populationen.
Markhackaren är inte en flyttfågel men kan flytta till lägre nivåer vintertid. Förutom bohålor kan de även gräva hålutrymmen för skydd under de kallaste vintermånaderna.

## Status och hot
Arten har ett stort utbredningsområde och en stor population med stabil utveckling och tros inte vara utsatt för något substantiellt hot. Utifrån dessa kriterier kategoriserar internationella naturvårdsunionen IUCN arten som livskraftig (LC). Världspopulationen har inte uppskattats men den beskrivs som rätt så vanlig.